# Adel Hakim
Adel Hakim Actor, director, dramaturgo y director de teatro francés nacido el 13 de octubre de 1953 en El Cairo y fallecido en Ivry-sur-Seine el 29 de agosto de 2017.
Vivió en Egipto y luego en el Líbano. Había vivido en Francia desde 1972.

## Biografía
Adel Hakim nació de padre egipcio-libanés y madre italiana.
Primero realizó estudios de matemáticas, economía y filosofía en HEC Paris, Jussieu y en la Escuela de Estudios Superiores en Ciencias Sociales. En 1984 obtuvo el doctorado en Filosofía por la Sorbona.
A partir de 1972 practicó teatro universitario y tomó talleres con Ariane Mnouchkine y John Strasberg del Actors Studio.
En 1984 fundó el Théâtre de la Balance con Élisabeth Chailloux. En 1992, fueron nombrados directores del Théâtre des Quartiers d'Ivry (entonces albergado por el Théâtre d'Ivry Antoine Vitez) y del taller de teatro de Ivry. El objetivo es dar sustancia a grandes textos, del pasado o contemporáneos. El movimiento de los cuerpos en el espacio, los elementos de escenografía, el sonido, la luz, todo está al servicio de las palabras del autor y de las ideas que se ponen en acción. El placer del espectador se activa al mismo tiempo que su imaginación, su reflexión y su espíritu crítico.
Adel Hakim enseña teatro, entre otros, en la escuela del Teatro Nacional de Estrasburgo, en la escuela del Teatro Nacional de Bretaña, en la ENSATT, en la escuela de la rue Blanche-Paris, en el Teatro Nacional de Burdeos en Aquitania, en la Escuela de Comedia de Saint-Étienne, el Théâtre en Actes, el Instituto Superior de Arte Dramático de Túnez, la Universidad Católica de Chile, la Universidad de Chile y muchas otras universidades chilenas, la Alianza Francesa de Buenos Aires , en la Casa del Teatro y en la UNAM de México.
Bajo el título Théâtre des Quartiers du Monde, organiza eventos en torno a la escritura extranjera contemporánea: en 2005 Brûlots d'Afrique, en 2006 ¿Que tal? y L'Amérique latine, en 2008 Écritures contemporaines du Moyen-Orient, en 2009 Contre-feux, en 2010 el ciclo en torno a la autora rusa Svetlana Aleksiévich, en 2013 el ciclo en torno al autor uruguayo Gabriel Calderón. En 1995, con Jean-Claude Fall, entonces director del Théâtre Gérard Philipe de Saint-Denis, reunió a un grupo de actores para presentar las obras completas de Séneca traducidas por Florence Dupont durante una temporada.
Autor, escribió Exécuteur 14, Le Chant de la nuit, Corps, Cloradosco, La Toison d'or, Oum, Pasolini: politique-visions, Des roses et du jasmin.
Traduce y adapta las obras que dirige de Shakespeare, Esquilo, Pirandello, Goldoni, Benjamin Galemiri.
Murió en Ivry-sur-Seine, a la edad de 63 años, a consecuencia de la enfermedad de Charcot, antes de poder viajar a Suiza, donde pensaba beneficiarse del suicidio asistido.